# Ekopsychologie
Environmentální psychologie nebo Ekopsychologie je obor, který zkoumá psychologické, spirituální a terapeutické aspekty vztahu mezi člověkem a přírodou, zaměřuje se na otázky životního prostředí a na odpovědnost za ochranu přírody a jiných druhů.
V České republice se termín ekopsychologie používá v užším slova smyslu pro dynamicko-psychologickou ekopsychologii navazující na práci Theodora Roszaka a v širším slova smyslu pro studium prožívání a chování ve vztahu k přírodě a životnímu prostředí.

## Theodore Roszak a počátky ekopsychologie
Neologismus „ecopsychology“ vytvořil americký sociální historik Theodor Roszak, který jej podle všeho poprvé použil ve své knize The Voice of the Earth: An Exploration of Ecopsychology (Hlas Země: Explorace ekopsychologie) (1. vyd., vyšlo r. 1992). Zde ekopsychologii definoval jako:
1. Vynořující se syntézu ekologie a psychologie
2. Obratnou aplikaci ekologického vhledu v psychoterapeutické praxi
3. Studium našeho emočního svazku se Zemí.
4. Hledání environmentálně založeného standardu duševního zdraví.
5. Předefinování „duševního zdraví“ (sanity), jakoby záleželo na celku života (as if the whole world mattered).

Tato původní ekopsychologie je směrem myšlení, založeným na psychoanalýze a analytické psychologii, který se zabývá psychodynamickými vztahy mezi člověkem – lidskou populací na Zemi – a jejich životním prostředím. Počáteční motivace Roszakovy práce byla jak environmentalistická, tak psychoterapeutická: jednak se ve snaze proniknout ke kořenům environmentální krize ptal, proč se vlastně lidé k životnímu prostředí chovají tak, jak se chovají, co je k tomu motivuje, a jak se tato motivace vyvíjí v lidské ontogenezi; jednak se ptal, proč je v mnoha případech dnešní mainstreamová psychoterapie tak neúspěšná: jeho odpovědí je hypotéza, že z významné části proto, že (někdy zcela programově) odmítá brát v úvahu jakékoli lidské vztahy, které přesahují oblast malých sociální skupin – do oblastí širší společnosti, politiky, kultury a mimolidského životního prostředí.
Dalším podstatným příspěvkem této práce je specifické rozšíření Jungova pojmu kolektivního nevědomí na „ekologické nevědomí“ (ecological unconscious).
Toto myšlení bylo dále rozvedeno v Roszakem, Gomes a Kannerem vydaném sborníku Ekopsychologie: Obnova Země a léčení psychiky (Ecopsychology: Restoring the Earth, Healing the Mind) (Sierra Club Books, 1995).

## Pokračovatelé Theodora Roszaka
Na původní roszakovský dynamicko-psychologický přístup významněji navázal zřejmě až kanadský psychoterapeut Andy Fisher svou prací a současně koncepcí Radikální ekopsychologie: psychologie ve službě životu (Radical Ecopsychology: Psychology in the Service of Life) (State University of New York Press, 2002). Tato práce je psána z pozic autora, který je doma v Gestalt terapii a focusingu, a významně posunuje ekopsychologickou metodologii do (post)fenomenologické perspektivy.
Za další takovýto příspěvek lze jistě považovat koncepci ekopsychoanalýzy t. č. v Čechách žijícího Brita Josepha Doddse, nastíněnou v jeho knize Psychoanalýza a ekologie na pokraji chaosu: teorie komplexity, Deleuze|Guattari a psychoanalýza pro jedno klima v krizi (Psychoanalysis and Ecology at the Edge of Chaos: Complexity Theory, Deleuze|Guattari and Psychoanalysis for a Climate in Crisis) (London, Routledge 2011). Jak již název napovídá, jde zde o uchopení klasických ekopsychologických témat "aparátem" teorie chaosu / komplexity a (současně) pomocí myšlení Deleuzeho a Guattariho.
V rámci jungiánské psychologie jsou zajímavým ekopsychologickým příspěvkem také práce Mary-Jayne Rust.

## Druhá generace ekopsychologů
V roce 2009 začíná v nakladatelství Mary Ann Liebert vycházet recenzovaný odborný časopis Ecopsychology. Jeho editorem je Thomas Doherty, kterého lze považovat za klíčovou postavu druhé generace ekopsychologů. Podle Dohertyho byla první (roszakovská) generace ekopsychologů zaměřena kontrakulturně (nabízení alternativy k mainstreamové západní městské průmyslové a konzumní kultuře), holisticky (vnímání potřeby planety a jednotlivce jako kontinuum), ekocentricky (vazba na hlubinnou ekologii), zážitkově (s důrazem na spojení jedince s přírodou a smyslové vnímání) a romanticky (hodnota psychologické hloubky, vášně, intuice ad.). Ekopsychologie ve svých počátcích publikovala především eseje, jen minimálně se zapojovala do vědy a výzkumu (publikace v recenzovaných časopisech, empirický výzkum na sociálních skupinách). Ačkoliv byla vstřícně přijímána v prostředí dynamické psychoterapie, převážně skepticky byla vnímána v psychologických disciplínách a akademickém prostředí.
Druhá generace ekopsychologů klade podle Thomase Dohertyho důraz na sebereflexi (uvědomovat si, že vnímání badatele při výzkumu může podléhat různým zkreslením, které může korigovat recenzní řízení nového časopisu), pluralitu (s respektem k různým východiskům a oborům) a pragmatismus (platforma pro setkání zástupců různých přístupů, větší příklon k empirickému výzkumu).
Ekopsychologie se zabývá:
- významem kontaktu / spojení s přírodou pro zdravý vývoj a sebepojetí
- emočními a psychologickými faktory, které způsobují problémy životního prostředí
- ekoterapií a využitím divočiny pro zdraví a léčbu
- zvládání úzkosti a zármutku z ničení životního prostředí
- zkoumání subjektivních, zkušenostních / zážitkových a existenciálních stavů vyvolaných spojením s přírodou a ekocentrického sebepojetí
- účinnými způsoby jak motivovat k udržitelnému chování
- spirituálními a kulturními zvyky podporujícími zdravé prostředí

Odborná komunita ekopsychologů se dnes v různých formách spolupráce úzce prolíná s odborníky, kteří se zabývají conservation psychology (česky „ochranářská psychologie“).

## Česká ekopsychologie
V českém prostředí se pojem ekopsychologie používá pro studium prožívání a chování ve vztahu k přírodě a životnímu prostředí. Česká ekopsychologie je od počátku budována jako pluralitní obor (podobně jako druhá generace ekopsychologie) a hlásí se k ní zástupci conservation psychology i roszakovské ekopsychologie.
Česká ekopsychologie se zabývá např. tématy:
- proč lidé (ne)chrání přírodu a životní prostředí
- kontakt s přírodou
- komunikace environmentálních témat s veřejností
- emoce, obrany a ochrana životního prostředí
- podpora chování šetrného k životnímu prostředí
- vnímání environmentálních rizik
- vývoj vztahu k přírodě u dětí
- vztah k místu, přírodě, zvířatům, krajině a životnímu prostředí
- obecně motivace vztahu k životnímu prostředí, její ontogeneze a možnosti jejího ovlivnění v psychoterapii

Ekopsychologie se v České republice vyučuje na Katedře environmentálních studií Fakulty sociálních studií Masarykovy univerzity v Brně a na Katedře filosofie a dějin přírodních věd Přírodovědecké fakulty Karlovy univerzity v Praze. Z poznatků ekopsychologie v českém prostředí čerpají ekocentra / střediska ekologické výchovy, environmentální nevládní organizace, školy a mateřské školky.
V češtině vyšlo několik publikací o ekopsychologii: Člověk + příroda = udržitelnost? (Zelený kruh, 2009), překlad Psychologie environmentálních problémů od Debory Du Nann Winter a Susan Koger (Portál, 2009), Možnosti spolupráce s veřejností (nejen) při ochraně životního prostředí od Jana Krajhanzla, Šárky Zahradníkové a Ondřeje Ruta (Zelený kruh, 2010) a Dobře utajené emoce a problémy životního prostředí od Jana Krajhanzla (Lipka, 2012).